# Olympische Winterspiele 2022/Curling/Qualifikation
Für die Wettbewerbe im Curling bei den Olympischen Winterspielen 2022 in Peking sind insgesamt 120 Quotenplätze vorgesehen (je 50 für Männer und Frauen, sowie 20 für die Mixed-Doppel). Pro Nation darf nur ein Team pro Wettkampf benannt werden. Bei Männern und Frauen bestehen diese aus je fünf Spielern, im Mixed aus zwei Spielern. China stehen als Gastgebernation in allen Wettkämpfen ein Quotenplatz zu.
Die Qualifikationsphase fand zwischen März und Dezember 2021 statt. Ursprünglich sollte die Qualifikation bereits mit den Weltmeisterschaften im Jahr 2020 beginnen, diese fielen jedoch aufgrund der COVID-19-Pandemie aus. Damit wurde auch der Qualifikationsmodus angepasst. Statt wie zunächst vorgesehen die Weltmeisterschaften 2020 und 2021 für die Qualifikation zu berücksichtigen, spielte nun für die Qualifikation fast ausschließlich die Weltmeisterschaften eine Rolle. Die jeweils ersten sechs der Weltmeisterschaften für Damen und Herren qualifizierten sich direkt, im Mixed-Doppel die ersten sieben. Über ein olympisches Qualifikationsturnier bestand dann die Chance für drei bis vier weitere Nationen sich zu qualifizieren. Im Mixed-Doppel hatten lediglich zwei Paare die Chance über dieses Turnier noch einen Quotenplatz für Peking zu erreichen.

## Qualifizierte Nationen
| Nation             | Männer | Frauen | Mixed | Gesamt       | Gesamt   |
| Nation             | Männer | Frauen | Mixed | Quotenplätze | Athleten |
| ------------------ | ------ | ------ | ----- | ------------ | -------- |
| Australien         |        |        | X     | 1            | 2        |
| China              | X      | X      | X     | 3            | 12       |
| Dänemark           | X      | X      |       | 2            | 10       |
| Großbritannien     | X      | X      | X     | 3            | 12       |
| Italien            | X      |        | X     | 2            | 7        |
| Japan              |        | X      |       | 1            | 5        |
| Kanada             | X      | X      | X     | 3            | 12       |
| Norwegen           | X      |        | X     | 2            | 7        |
| ROC                | X      | X      |       | 2            | 10       |
| Schweden           | X      | X      | X     | 3            | 12       |
| Schweiz            | X      | X      | X     | 3            | 12       |
| Südkorea           |        | X      |       | 1            | 5        |
| Tschechien         |        |        | X     | 1            | 2        |
| Vereinigte Staaten | X      | X      | X     | 3            | 12       |
| Gesamt: 14 NOKs    | 10     | 10     | 10    | 30           | 120      |

## Männer
| Qualifikationswettbewerb          | Datum                | Ort          | Plätze | Nation             |
| --------------------------------- | -------------------- | ------------ | ------ | ------------------ |
| Gastgeber                         | 31. Juli 2015        | Kuala Lumpur | 1      | China              |
| Weltmeisterschaften 2021          | 2.–11. April 2021    | Calgary      | 6 *    | Schweden           |
| Weltmeisterschaften 2021          | 2.–11. April 2021    | Calgary      | 6 *    | Großbritannien     |
| Weltmeisterschaften 2021          | 2.–11. April 2021    | Calgary      | 6 *    | Schweiz            |
| Weltmeisterschaften 2021          | 2.–11. April 2021    | Calgary      | 6 *    | ROC                |
| Weltmeisterschaften 2021          | 2.–11. April 2021    | Calgary      | 6 *    | Vereinigte Staaten |
| Weltmeisterschaften 2021          | 2.–11. April 2021    | Calgary      | 6 *    | Kanada             |
| Olympisches Qualifikationsturnier | 5.–10. Dezember 2021 | Leeuwarden   | 3 *    | Norwegen           |
| Olympisches Qualifikationsturnier | 5.–10. Dezember 2021 | Leeuwarden   | 3 *    | Italien            |
| Olympisches Qualifikationsturnier | 5.–10. Dezember 2021 | Leeuwarden   | 3 *    | Dänemark           |
| Gesamt                            | Gesamt               | Gesamt       | 10     | 10                 |

## Frauen
| Qualifikationswettbewerb          | Datum                   | Ort          | Plätze | Nation             |
| --------------------------------- | ----------------------- | ------------ | ------ | ------------------ |
| Gastgeber                         | 31. Juli 2015           | Kuala Lumpur | 1      | China              |
| Weltmeisterschaften 2021          | 30. April – 9. Mai 2021 | Calgary      | 6 *    | Schweiz            |
| Weltmeisterschaften 2021          | 30. April – 9. Mai 2021 | Calgary      | 6 *    | ROC                |
| Weltmeisterschaften 2021          | 30. April – 9. Mai 2021 | Calgary      | 6 *    | Schweden           |
| Weltmeisterschaften 2021          | 30. April – 9. Mai 2021 | Calgary      | 6 *    | Dänemark           |
| Weltmeisterschaften 2021          | 30. April – 9. Mai 2021 | Calgary      | 6 *    | Vereinigte Staaten |
| Weltmeisterschaften 2021          | 30. April – 9. Mai 2021 | Calgary      | 6 *    | Kanada             |
| Olympisches Qualifikationsturnier | 5.–10. Dezember 2021    | Leeuwarden   | 3 *    | Großbritannien     |
| Olympisches Qualifikationsturnier | 5.–10. Dezember 2021    | Leeuwarden   | 3 *    | Japan              |
| Olympisches Qualifikationsturnier | 5.–10. Dezember 2021    | Leeuwarden   | 3 *    | Südkorea           |
| Gesamt                            | Gesamt                  | Gesamt       | 10     | 10                 |

## Mixed Doppel
| Qualifikationswettbewerb          | Datum                 | Ort          | Plätze | Nation             |
| --------------------------------- | --------------------- | ------------ | ------ | ------------------ |
| Gastgeber                         | 31. Juli 2015         | Kuala Lumpur | 1      | China              |
| Weltmeisterschaften 2021          | 17.–23. Mai 2021      | Aberdeen     | 7 *    | Großbritannien     |
| Weltmeisterschaften 2021          | 17.–23. Mai 2021      | Aberdeen     | 7 *    | Norwegen           |
| Weltmeisterschaften 2021          | 17.–23. Mai 2021      | Aberdeen     | 7 *    | Schweden           |
| Weltmeisterschaften 2021          | 17.–23. Mai 2021      | Aberdeen     | 7 *    | Kanada             |
| Weltmeisterschaften 2021          | 17.–23. Mai 2021      | Aberdeen     | 7 *    | Italien            |
| Weltmeisterschaften 2021          | 17.–23. Mai 2021      | Aberdeen     | 7 *    | Schweiz            |
| Weltmeisterschaften 2021          | 17.–23. Mai 2021      | Aberdeen     | 7 *    | Tschechien         |
| Olympisches Qualifikationsturnier | 12.–17. Dezember 2021 | Leeuwarden   | 2      | Australien         |
| Olympisches Qualifikationsturnier | 12.–17. Dezember 2021 | Leeuwarden   | 2      | Vereinigte Staaten |
| Gesamt                            | Gesamt                | Gesamt       | 10     | 10                 |